# Anameromorpha unicolor
Anameromorpha unicolor är en skalbaggsart som beskrevs av Maurice Pic 1923. Anameromorpha unicolor ingår i släktet Anameromorpha och familjen långhorningar. Inga underarter finns listade i Catalogue of Life.